# Театр Верди (Триест)
Оперный театр имени Джузеппе Верди (итал. Il Teatro lirico Giuseppe Verdi) — музыкальный театр в городе Триест, в Италии. Построен в 1798—1801 годах в стиле неоклассицизма архитекторами Джаннантонио Сельвой и Маттео Першем. В 1950—2011 годах в театре проходил ежегодный Международный фестиваль оперетты.

## История
Оперный театр в Триесте был основан по предложению Джованни Маттео Томмазини. Первоначальный проект здания был разработан архитектором Джаннантонио Сельвой, руководившим возведением интерьеров театра Ла Фениче в Венеции. Работу над проектом продолжил Маттео Перш, при котором был построен фасад здания. В последнем заметно влияние архитектора Джузеппе Пьермарини, учителя Перша и автора интерьеров театра Ла Скала в Милане. Окончательное оформление главного зала связано с реставрацией 1882—1884 годов, которая проводилась под руководством инженера Эудженио Герингера. В оформлении интерьеров главного зала принимал участие и Йозеф Хорват. В это же время была расширена тыльная часть здания за счёт создания нынешнего постфасада в стиле самого фасада.
Театр был открыт под названием Новый театр в 1801 году. Первое выступление состоялось в нём 21 апреля 1801 года премьерой оперы «Джиневра Шотландская» композитора Симона Майра с Луиджи Маркези, Джакомо Давиде и Терезой Бертинотти в главных ролях. В 1820 году, после того как театр был переименован в Большой театр, на его сцене состоялась мировая премьера оперы «Жрица Ирминсулы» Джованни Пачини. Другими премьерами на сцене театра в первой половине XIX века были оперы: в 1828 году «Развод по-персидски» Пьетро Дженерали и «Крестоносцы в Толемаиде, или Малек-Адель» того же Джованни Пачини, в 1832 году «Риччарда Эдинбургская» Цезаря Пуни, в 1838 году «Эдинбургская тюрьма» Федерико Риччи, в 1839 году «Генрих Второй» Отто Николаи с Каролиной Унгер, Наполеоном Мориани и Доменико Косселли в главных ролях, в 1844 «Художник и герцог» Майкла Уильяма Балфа, в 1845 году «Изабелла Медичи» всё того же Федерико Риччи и в 1852 году «Мария Брабантская» Акилле Графиньи. Во время сезона 1843—1844 на сцене театра была поставлена опера «Навуходоносор» Джузеппе Верди, которая имела большой зрительский успех. Здесь также прошли премьеры двух опер этого композитора — в 1848 году «Корсара» с Гаэтано Фраскини, Акилле Де Бассини и Марианной Барбьери-Нини и в 1850 году «Стиффелио» с Мариеттой Гаццанига и Филиппо Колини.
В 1861 году здание было выкуплено у частного владельца муниципалитетом Триеста, и театр сменил своё название, став Муниципальным театром.
Во второй половине XIX века на его сцене прошли мировые премьеры опер — в 1865 году «Ромео и Джульетта» Филиппо Маркетти с Анджелиной Ортолани, Марио Тиберини и Леоне Джиральдони в главных ролях и «Марион Делорм» Карло Педротти и в 1872 году «Густав Васа» Джузеппе Аполлони со сценографией Джузеппе Каппони и Ормондо Маини в главной роли. В 1883 году на сцене театра дирижёром Антоном Зайдлем была поставлена вагнеровская тетралогия. В 1895 году состоялась мировая премьера оперы «Истрийская свадьба» Антонио Смарелья с Джеммой Беллинчони и Роберто Станьо. Некоторое время в театре ставились произведения композиторов молодой школы, которое вскоре уступили место сочинениям сторонников веризма. Оперы композиторов Пьетро Масканьи, Руджеро Леонкавалло и Джакомо Пуччини навсегда вошли в репертуар театра.
27 января 1901 года, сразу после смерти композитора Джузеппе Верди, муниципалитет Триеста присвоил оперному театру его имя. В XX веке на его сцене состоялось несколько важных мировых премьер — в 1906 году оперы «Медея» Винченцо Томмазини, в 1921 году оперы «Фанфулла» Аттилио Парелли, в 1923 году оперы «Монашка из Фонтаны» Джузеппе Муле, в 1925 году оперы «Лоскут» Эцио Камусси, в 1928 году оперы «Фламандские художники» Антонио Смарельи, в 1940 году оперы «Ревизор» Амилькаре Дзанеллы, в 1967 году оперы «Проклятая куртка» Джулио Вьоцци и в 1970 году оперы «Надежда» Франко Маннино.
В 1951 году режиссёром Антонино Вотто в театре была поставлена опера «Борис Годунов» Модеста Мусоргского с Никола Росси-Лемени и Фернандо Корена. В 1953 году тот же режиссёр поставил на сцене театра оперу «Норма» Винченцо Беллини с Марией Каллас, Франко Корелли, Борисом Христовом и Еленой Николаи. С 1951 по 2011 год в театре проходил Международный фестиваль оперетты. Оперный театр Триеста неоднократно ремонтировался; важные работы были проведены в 1881—1884 и 1889 годах, после которых была увеличена вместимость театра. Последний раз здание ремонтировали в 1991—1997 годах.